# Malgré-nous
Malgré-nous (pol. Wbrew naszej woli) – określenie na Alzatczyków i Lotaryńczyków (z departamentu Mozela) siłą wcielonych do Wehrmachtu.

## Historia

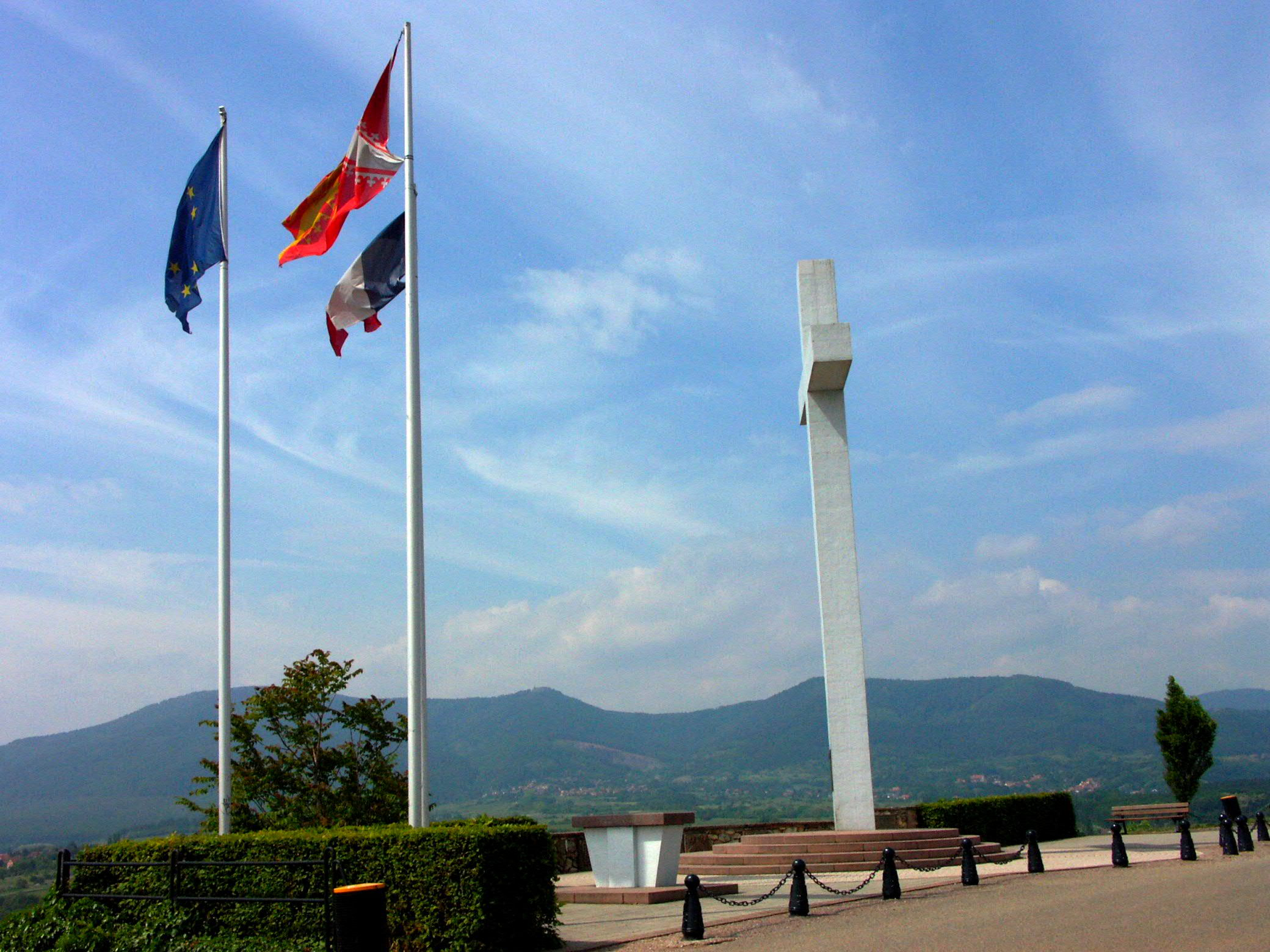
Pomnik poświęcony Malgré-nous niedaleko Obernai

Po zawieszeniu broni z 22 czerwca 1940 Alzacja i Lotaryngia wraz z całą północną Francją znalazła się pod okupacją niemiecką. 18 października 1940 Adolf Hitler podpisał dekret o aneksji Alzacji i Mozeli.
Do 1942 roku Niemcy głosiły, że nie potrzebują Alzatczyków i Lotaryńczyków, aby wygrać wojnę. Jednakże goebbelsowska propaganda zachęcała młodych mieszkańców wcielonych terenów, aby ochotniczo zaciągali się do Wehrmachtu, lecz apele te pozostawały bez odzewu. Wiosną 1942 roku gauleiter Alzacji Robert Wagner przekonał Hitlera do wprowadzenia obowiązkowej służby wojskowej, która weszła w życie 25 sierpnia 1942. Gauleiter Lotaryngii Josef Bürckel, który wprowadził obowiązkową służbę wojskową 19 sierpnia, oświadczył również, bez hipokryzji, iż Lotaryńczycy, którzy nie czują się Niemcami, mogą wystąpić przed 5 września o wydalenie do Francji. Liczba wniosków przerosła wszelkie oczekiwania, na skutek czego Bürckel wycofał się ze swojej obietnicy, ogłaszając jednocześnie, że uchylający się od służby zostaną deportowani do obozów koncentracyjnych.
Większość Malgré-nous została przydzielona do Wehrmachtu, lecz wielu trafiło do Waffen-SS. Decyzja o wcielaniu Alzatczyków, Lotaryńczyków, Luksemburczyków i Belgów do Waffen-SS wynikała z dużych strat ponoszonych przez tę formację.
W sumie powołano pod broń 103 tysiące Alzatczyków i 31 tysięcy Lotaryńczyków, którzy walczyli głównie na froncie wschodnim. Pojmani przez Rosjan byli internowani w obozie jenieckim w Tambowie. Tylko niektórzy walczyli na zachodzie w 2. Dywizji Pancernej SS „Das Reich”.
Niektórzy Malgré-nous pomagali swoim rodakom, kiedy mieli taką możliwość, np. François Mutschler uratował życie 13 zakładników w Pontaubault w Normandii.

## Dezercja i niewola
W przypadku dezercji Malgré-nous III Rzesza stosowała odpowiedzialność rodzinną (Sippenhaft). Rodziny dezerterów były zsyłane do obozów koncentracyjnych. Nazistowskie Niemcy nie tworzyły oddziałów złożonych wyłącznie z Alzatczyków bądź Lotaryńczyków, służyli oni w jednostkach niemieckich, gdzie panowała żelazna dyscyplina. Wśród tych, którzy mimo wszystko dezerterowali, wielu zostało ponownie schwytanych przez Niemców i rozstrzelanych za „zdradę niemieckiej ojczyzny”.
Na froncie zachodnim Malgré-nous, którzy dezerterowali, aby się poddać aliantom, byli osadzani w obozach jenieckich i traktowani na równi z jeńcami niemieckimi, którzy nie kryli pogardy dla „zdrajców ojczyzny”. Upokorzeni nie tylko przez dwie klęski: Francji w 1940 i Niemiec w 1945, Alzatczycy i Lotaryńczycy byli dodatkowo krzywdzeni niesłusznymi zarzutami podwójnej zdrady Francji de Gaulle’a i Niemiec Hitlera.
Na wschodzie Malgré-nous pojmani przez Armię Czerwoną byli przetrzymywani w obozie nr 188 w Tambowie. Zostali zwolnieni w większości jesienią 1945, lecz część z nich spędziła jeszcze wiele lat w radzieckiej niewoli, oskarżona o zbrodnie wojenne. Ostatnim zwolnionym był Jean-Jacques Remetter, który powrócił do ojczyzny w 1955. Niektórzy dezerterowali z Wehrmachtu, aby poddać się Armii Czerwonej i dołączyć do Wolnych Francuzów. Sowieci, nieznający dramatycznej sytuacji Alzatczyków i Lotaryńczyków, traktowali ich jak dezerterów lub szpiegów i rozstrzeliwali.

## Powrót do Francji
Po zakończeniu wojny Malgré-nous byli uważani przez niektórych Francuzów za zdrajców bądź zwolenników nazizmu, ostro krytykowała ich także Francuska Partia Komunistyczna za opisywanie warunków w radzieckich obozach.

## Bilans
Malgré-nous stanowili 1% niemieckich sił zbrojnych w II wojnie światowej. Ze 134 tysięcy, 40 tysięcy zginęło, 30 tysięcy odniosło rany, a 10 tysięcy zostało inwalidami.